# Kvase
En kvase er et ikke-fiskende skib med en dam til transport af levende fisk. Man transporterede ål, torsk, fladfisk og hummere på den måde. Sild kunne ikke fragtes levende og blev derfor saltet på stedet.
Dammen er en tæt kasse over en del af bunden, hvor der er boret huller ud gennem bunden, så havvandet kan trænge ind og fiskene derved holdes levende.
I Ordbog over det danske Sprog defineres kvase som et "(sejl)fartøj med dam til opbevaring af levende fisk; især om saadant fartøj, der transporterer fisken fra fiskepladserne til afsætningsstedet." På ældre dansk mødes formen qvase, på tysk Quatze, mens den engelske betegnelse er well smack. Om kvaserne brugtes betegnelser som fiskekvase, handelskvase, transportkvase og opkøberkvase. Det var som regel lidt større fartøjer på 15-70 BRT. De sejlførende lå typisk på mellem 15 og 30 tons. Dampkvaser og motorkvaser var ofte noget større.
Størrelses- og funktionsmæssigt giver det mening at skelne mellem større damfartøjer til transport, ofte over længere afstande, og mindre damfartøjer til fiskeri i kystnære områder (drivkvaser, smakkejoller, damjoller). 
Fra 1700-tallet omtales kvaser i fart mellem f.eks. Bornholm og København. I 2. halvdel af 1800-tallet var der en livlig trafik af tyske opkøberkvaser mellem havne i Pommern og på Rügen og syddanske havne som Vordingborg og Kalvehave. Firmaet Gebrüder Jacob i Stettin havde på dette tidspunkt en flåde på tæt ved 100 kvaser i Østersøen, heriblandt en dampkvase. Også mellem Danmark og Norge var der kvasefart.
Eksempler på danske kvaser er ålekvasen Anna, der blev bygget i 1904 til fiskeeksportøren i Kolding, og som ligger nyrenoveret i træskibshavnen i Aarhus samt Minerva fra 1908, som blev bygget til den fra Tyskland indvandrede Martens-familie og i 2015 stadig ligger nyrenoveret på sin vante plads i Karrebæksminde. 